# Premis Literaris Teodor Llorente
Els Premis Literaris Teodor Llorente, també anomenats Premis Poeta Teodor Llorente són guardons literaris convocats per l'Ajuntament de la Pobla de Vallbona en record de l'escriptor Teodor Llorente. Van néixer el 2006. Els primers anys es convocaven les modalitats de poesia i narrativa en tres categories d'edat: juvenils A, juvenils B i adults. Hi podien concórrer obres en castellà o valencià, i les dotacions no superaven els 300 euros. L'any 2016 la dotació en la categoria d'adults es va augmentar als 1.000 euros i les obres havien de ser escrites només en valencià.
El 2019 hi va haver canvis substancials. El premi de narrativa es va convertir en premi de novel·la negra esdevenint el primer premi d'aquest tipus al País Valencià, les categories juvenils es van suprimir, els jurats es van professionalitzar i les dotacions van augmentar. D'aleshores ençà el premi de poesia està donat de 2.000 euros i el de la novel·la negra de 3.000 euros. Les obres guanyadores es publiquen per Vincle editorial.

## Guanyadors

### Novel·la
- 2019 Josep Lluís Roig Sala per Promeses que no podrem complir[3]
- 2020 Jeròni Muñoz Soler per Ho faré igualment[4]
- 2021 Francesc Viadel per L'estiu dels brivalls[5]
- 2022 Juli Martínez Amorós per La merla blanca[6]
- 2023 Agustí Clua Ferré per Tots els subtítols del desig[7]

### Poesia
- 2019 Immaculada López Pavia per Solsticis[3]
- 2020 Aina Garcia-Carbó per Crònica de la cadència[4]
- 2021 Ferran Bretó per Allò que em porta el vers[5]
- 2022 Gregori Royo Bello per Visat al cor de la bèstia[6]
- 2023 Damià Rotger Miró  per Calls al gest[7]